# Шутинский сельсовет
Шу́тинский сельсовет — муниципальное образование со статусом сельского поселения в составе Катайского района Курганской области России. 
Административный центр — село Шутино.

## История
В соответствии с Законом Курганской области от 6 июля 2004 года № 419 сельсовет наделён статусом сельского поселения.

## Население
| 1989 | 2002 | 2010 | 2012 | 2013 | 2014 | 2015 |
| ---- | ---- | ---- | ---- | ---- | ---- | ---- |
| 1176 | ↘723 | ↘486 | ↘469 | ↘444 | ↘432 | ↗435 |
| 2016 | 2017 | 2018 | 2019 | 2020 |      |      |
| →435 | ↘431 | ↘407 | ↘383 | ↘372 |      |      |

## Состав сельского поселения
| № | Населённый пункт | Тип населённого пункта       | Население |
| - | ---------------- | ---------------------------- | --------- |
| 1 | Лесниковка       | деревня                      | ↘5        |
| 2 | Лукина           | деревня                      | ↘145      |
| 3 | Озеро-Вавилово   | деревня                      | ↘0        |
| 4 | Шутино           | село, административный центр | ↘336      |